# Воррен (Пенсільванія)
Воррен (англ. Warren) — місто (англ. city) в США, в окрузі Воррен штату Пенсільванія. Населення — 9404 особи (2020).

## Географія
Воррен розташований за координатами 41°50′34″ пн. ш. 79°8′38″ зх. д. / 41.84278° пн. ш. 79.14389° зх. д. (41.842916, -79.143865).  За даними Бюро перепису населення США в 2010 році місто мало площу 8,00 км², з яких 7,54 км² — суходіл та 0,45 км² — водойми.

### Клімат
| Клімат : Воррен         | Клімат : Воррен | Клімат : Воррен | Клімат : Воррен | Клімат : Воррен | Клімат : Воррен | Клімат : Воррен | Клімат : Воррен | Клімат : Воррен | Клімат : Воррен | Клімат : Воррен | Клімат : Воррен | Клімат : Воррен | Клімат : Воррен |
| Показник                | Січ.            | Лют.            | Бер.            | Квіт.           | Трав.           | Черв.           | Лип.            | Серп.           | Вер.            | Жовт.           | Лист.           | Груд.           | Рік             |
| Абсолютний максимум, °C | 23,3            | 28,9            | 28,3            | 33,3            | 33,9            | 37,8            | 40,0            | 43,9            | 40,0            | 33,3            | 28,9            | 23,3            | 43,9            |
| Середній максимум, °C   | 0,0             | 1,7             | 7,2             | 17,2            | 24,4            | 27,2            | 28,9            | 29,4            | 26,7            | 18,9            | 8,9             | 2,2             | 16,1            |
| Середня температура, °C | −3,9            | −2,8            | 1,7             | 8,3             | 13,9            | 18,9            | 21,1            | 20,6            | 16,7            | 10,6            | 4,4             | −1,7            | 9,0             |
| Середній мінімум, °C    | −8,3            | −7,8            | −1,7            | 6,1             | 14,4            | 17,8            | 20,6            | 21,1            | 18,3            | 11,1            | 0,0             | −5,6            | 7,3             |
| Абсолютний мінімум, °C  | −30,6           | −36,7           | −27,8           | −12,2           | −6,1            | −1,7            | 2,8             | 2,2             | −3,3            | −10             | −16,7           | −24,4           | −36,7           |
| Норма опадів, мм        | 81              | 71              | 84              | 99              | 109             | 127             | 122             | 112             | 102             | 91              | 104             | 99              | 1201            |
| ----------------------- | --------------- | --------------- | --------------- | --------------- | --------------- | --------------- | --------------- | --------------- | --------------- | --------------- | --------------- | --------------- | --------------- |
| Джерело:                |                 |                 |                 |                 |                 |                 |                 |                 |                 |                 |                 |                 |                 |

## Демографія
Згідно з переписом 2010 року, у місті мешкало 9710 осіб у 4413 домогосподарствах у складі 2383 родин. Густота населення становила 1214 осіб/км².  Було 4882 помешкання (610/км²).
Расовий склад населення:
| - 97,5 % — білих - 0,6 % — азіатів - 0,5 % — чорних або афроамериканців - 0,3 % — корінних американців |

До двох чи більше рас належало 1,0 %. Частка іспаномовних становила 0,9 % від усіх жителів.
За віковим діапазоном населення розподілялося таким чином: 21,2 % — особи молодші 18 років, 61,8 % — особи у віці 18—64 років, 17,0 % — особи у віці 65 років та старші. Медіана віку мешканця становила 41,2 року. На 100 осіб жіночої статі у місті припадало 94,2 чоловіків;  на 100 жінок у віці від 18 років та старших — 90,4 чоловіків також старших 18 років.
Середній дохід на одне домашнє господарство  становив 51 292 долари США (медіана — 36 536), а середній дохід на одну сім'ю — 68 126 доларів (медіана — 57 500). Медіана доходів становила 42 754 долари для чоловіків та 32 289 доларів для жінок. За межею бідності перебувало 14,3 % осіб, у тому числі 19,6 % дітей у віці до 18 років та 8,4 % осіб у віці 65 років та старших.
Цивільне працевлаштоване населення становило 4384 особи. Основні галузі зайнятості: освіта, охорона здоров'я та соціальна допомога — 26,2 %, виробництво — 19,8 %, роздрібна торгівля — 16,6 %.